# Виноград амурский
Виногра́д аму́рский (лат. Vítis amurénsis) — вид деревянистых лиан из рода Виноград семейства Виноградовые.

## Ботаническое описание
Лиана со стволом 5—10 см в диаметре и длиной до 15—18 м, встречаются изредка лозы длиной до 20—25 метров. Усики винограда способны совершать круговые движения, благодаря этому они обвивают ветви соседних растений (деревьев) и другие опоры. Кора темная, шелушащаяся продольными полосами на старых побегах. Молодые побеги — зелёные или красноватые, к осени становятся красно-бурыми.
Листья сильно варьируют по форме. Они могут быть цельными, трёх- или пятилопастными, яйцевидными или округлыми, сводчатыми у основания. Размер колеблется от 9 до 25 см. Края с острыми и округло-треугольными пильчатыми зубцами. Сверху голые, снизу густо покрыты короткими щетинками. Осенью приобретают яркие тона — красные, жёлтые, оранжевые, коричневатые. Начало распускания листьев в местах природного произрастания — первая декада мая, листопад — первая половина октября. Продолжительность периода облиственности — 163 дня (от 06 мая до 15 октября).
Цветки мелкие, медоносные. Появляются во второй декаде мая. Собраны в не очень густые кисти. Амурский виноград, как правило, растение двудомное. В природе в виде редкого исключения попадаются обоеполые лианы.
Плоды винограда амурского — шаровидные чёрные или фиолетовые, иногда тёмно-синие ягоды от очень кислых до сладких; диаметром в основном до 12 мм, с толстой кожицей. У отдельных форм содержание сахара в плодах доходит до 22—23 %. Созревают в конце сентября. Мякоть ягод сочная, как правило, кисловатая. Грозди могут быть крупными, сравнимыми по числу ягод (но не по массе) с гроздями культурного винограда. В исключительных случаях длина гроздей достигает 25 см, а масса — 250 г (обычно 20—70 г).
В собранных зрелых гроздьях, в среднем, по весу 15 % веток и черешков и 85 % чистой ягоды. Из 10—12 кг чистой сырой ягоды получается 1 кг отмытых и просушенных семян. В 1 кг содержится 22—25 тысяч семян.

В отдельные годы плоды в северных районах не вызревают. Начинает плодоносить на 3—4 год жизни.
| |  |  |  |  |  |
| Слева направо: Амурский виноград в пору цветения (июнь). Цветок амурского винограда. Плоды амурского винограда. Амурский виноград на даче. Марка Почты России, 1998 год. |  |  |  |  |  |

## Распространение и экология
Является реликтом доледниковой субтропической растительности Дальнего Востока, он достигает в континентальной части широты озера Большое Кизи (примерно за пятьдесят первой параллелью). По побережью Японского моря на север доходит до устья реки Мули, а на запад Приамурья — до реки Зеи.
Произрастает в лесах Маньчжурии, Приамурья и Приморья, Китая, Кореи.
Амурский виноград делят на три экотипа: северный экотип (произрастает на широте г. Хабаровска), южный экотип (произрастает на широте г. Владивостока) и китайский экотип (распространен в южных районах Китая).
Чаще встречается в долинах рек и ручьев, на прогалинах, опушках леса, нижних и средних склонах гор, где взбирается на деревья и стелется по почве. Это самый северный и наиболее устойчивый вид винограда, растущий в дальневосточной тайге.
Все виды винограда в той или иной степени довольно теплолюбивы. Лишь виноград амурский выносит зимние температуры до −45 °C, а корнеобитаемого слоя почвы до −16 °C.
Сахаристость амурского винограда значительно повышается при произрастании его в более жарких условиях. Сахаристость на плантациях в районе Ташкента достигала 23 %.
Антропогенные факторы отрицательно влияют на численность и состояние амурского винограда в естественных местообитаниях, что приводит к заметному сокращению их ареала.
Размножается семенами и черенками. Пересадку из леса переносит удовлетворительно.

## Значение и применение
Плоды употребляются в пищу в сыром и консервированном виде: сушатся на зиму, перерабатываются на варенье, кисель, сиропы, повидло, винную кислоту, уксус. В Маньчжурии кроме плодов употреблялись черешки листьев.
Важный летний корм для домашних и диких животных. С начала июля листья поедаются крупным рогатым скотом и свиньями. Отмечено единичное поедание лошадьми. В бедных кормами хвойных лесах виноград амурский — одно из наиболее поедаемых растений. Листья и неодревесневшие побеги хорошо поедаются в течение круглого года пятнистыми оленями.
| Дата сбора  | Воды (%) | От абсолютного сухого вещества в % | От абсолютного сухого вещества в % | От абсолютного сухого вещества в % | От абсолютного сухого вещества в % | От абсолютного сухого вещества в % |
| Дата сбора  | Воды (%) | золы                               | протеина                           | жира                               | клетчатки                          | БЭВ                                |
| ----------- | -------- | ---------------------------------- | ---------------------------------- | ---------------------------------- | ---------------------------------- | ---------------------------------- |
| 14 июня     | 12,67    | 9,8                                | 24,2                               | 2,1                                | 13,0                               | 50,9                               |
| 22 августа  | 9,25     | 8,6                                | 15,9                               | 1,7                                | 12,6                               | 61,2                               |
| 15 сентября | 12,41    | 8,9                                | 11,5                               | 1,8                                | 15,0                               | 62,8                               |

Древесина плотная, гибкая, упругая, может употребляться для изготовления тростей.
Может широко использоваться как декоративное растение для вертикального озеленения — нормально растёт на широте Санкт-Петербурга. Хорошо переносит городские условия (копоть, пыль, газы). Дымо- и газоустойчив.
Из семян получается хороший суррогат кофе. В семенах содержится также жирное, не окисляющееся масло, вполне пригодное для пищевых целей. Для получения хорошего вина из винограда амурского требуется добавка сахара и крепление спиртом.
Виноград амурский влаголюбив: ему нужно около 700 мм осадков в год, поэтому растение в средней полосе России требует полива; сравнительно устойчив к болезням, вегетационный период короткий, неустойчив к филлоксере, к мильдью устойчивы лишь отдельные формы. Побегообразовательная способность и скорость роста лианы очень высокие, годовой прирост около 2,5 метров. Сеянцы амурского винограда зацветают в возрасте около пяти лет. Растение предпочитает рыхлые и кислые почвы. От избытка извести очень страдает. Положительно отзывается на внесение сильнокислого верхового торфа. Для получения здоровых ягод лучше сажать растение на хорошо освещённом месте, поскольку при затенении возможно поражение ягод мучнистой росой винограда (мильдью). Молодые сочные побеги и листья винограда пригодны для салата, зеленых щей и газированного кваса.
Сорта винограда, полученные в результате скрещивания культурных сортов с виноградом амурским: 'Арктика', 'Буйтур', Заря севера, 'Коринка Мичурина', 'Металлический', 'Русский Конкорд', 'Северный', 'Северный Чёрный' и др. — культивируются в настоящее время в северных районах виноградарства.
| |  |  |  |  |  |
| Некоторые сорта культурного (укрывного) винограда, выращиваемые в южных районах Дальнего Востока России. |  |  |  |  |  |